# Saarinen (sjö i Vieremä, Norra Savolax, Finland)
Saarinen eller Saarisenjärvi är en sjö i Finland. Den ligger i kommunen Vieremä i landskapet Norra Savolax, i den centrala delen av landet, 400 km norr om huvudstaden Helsingfors. Saarinen ligger 128,2 meter över havet. I omgivningarna runt Saarinen växer i huvudsak blandskog. Den är 8,21 meter djup. Arean är 66,4 hektar och strandlinjen är 7,11 kilometer lång. Sjön  ingår i Vuoksens huvudavrinningsområde. 